# Kanuma, Tochigi
Kanuma (鹿沼市 Kanuma-shi) là một thành phố thuộc tỉnh Tochigi, Nhật Bản.